# فهرست فرودگاه‌های سوریه

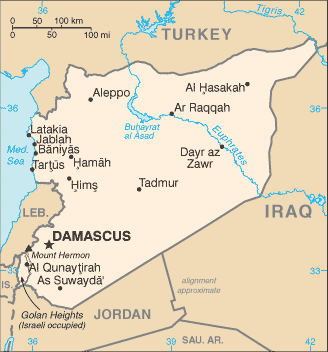
نقشهٔ کشور سوریه

این مقاله، فهرست فرودگاه‌های کشور سوریه است که براساس موقعیت و مکان، چیده شده‌اند.
سوریه که معمولاً جمهوری عربی سوریه نیز خوانده می‌شود، کشوری در غرب آسیا، هم‌مرز با لبنان و دریای مدیترانه در غرب، ترکیه در شمال، عراق در شرق، اردن در جنوب و اسرائیل در جنوب‌غربی است. پایتخت سوریه، شهر دمشق است.

## فرودگاه‌ها
فرودگاه‌هایی که نام آن‌ها پررنگ شده است، دارای پروازهای تجاری هستند.
| نام شهر             | استان             | ایکائو            | یاتا              | نام فرودگاه                            | مختصات                                                         |
| فرودگاه‌های همگانی   | فرودگاه‌های همگانی | فرودگاه‌های همگانی | فرودگاه‌های همگانی | فرودگاه‌های همگانی                      | فرودگاه‌های همگانی                                              |
| ------------------- | ----------------- | ----------------- | ----------------- | -------------------------------------- | -------------------------------------------------------------- |
| حلب                 | استان حلب         | OSAP              | ALP               | فرودگاه بین‌المللی حلب                  | ۳۶°۱۰′۵۰″ شمالی ۰۳۷°۱۳′۲۷″ شرقی / ۳۶٫۱۸۰۵۶°شمالی ۳۷٫۲۲۴۱۷°شرقی |
| دمشق                | استان دمشق        | OSDI              | DAM               | فرودگاه بین‌المللی دمشق                 | ۳۳°۲۴′۳۸″ شمالی ۰۳۶°۳۰′۵۱″ شرقی / ۳۳٫۴۱۰۵۶°شمالی ۳۶٫۵۱۴۱۷°شرقی |
| دیرالزور            | استان دیرالزور    | OSDZ              | DEZ               | فرودگاه دیرالزور                       | ۳۵°۱۷′۰۷″ شمالی ۰۴۰°۱۰′۳۳″ شرقی / ۳۵٫۲۸۵۲۸°شمالی ۴۰٫۱۷۵۸۳°شرقی |
| قامشلی (Qamishli)   | حسکه              | OSKL              | KAC               | فرودگاه قامشلی                         | ۳۷°۰۱′۱۴″ شمالی ۰۴۱°۱۱′۲۹″ شرقی / ۳۷٫۰۲۰۵۶°شمالی ۴۱٫۱۹۱۳۹°شرقی |
| لاذقیه              | استان لاذقیه      | OSLK              | LTK               | فرودگاه بین‌المللی لاذقیه               | ۳۵°۲۴′۰۳″ شمالی ۰۳۵°۵۶′۵۵″ شرقی / ۳۵٫۴۰۰۸۳°شمالی ۳۵٫۹۴۸۶۱°شرقی |
| پالمیرا             | استان حمص         | OSPR              | PMS               | فرودگاه پالمیرا                        | ۳۴°۳۳′۲۷″ شمالی ۰۳۸°۱۹′۰۱″ شرقی / ۳۴٫۵۵۷۵۰°شمالی ۳۸٫۳۱۶۹۴°شرقی |
| پایگاه‌های نظامی     |                   |                   |                   |                                        |                                                                |
| Abu ad Duhur        | استان حلب         |                   |                   | Abu Ad Duhur Air Base                  | ۳۵°۴۳′۵۵″ شمالی ۰۳۷°۰۶′۱۵″ شرقی / ۳۵٫۷۳۱۹۴°شمالی ۳۷٫۱۰۴۱۷°شرقی |
| Al Qusayr           | استان حمص         |                   |                   | Al Qusayr Air Base                     | ۳۴°۳۴′۰۸″ شمالی ۰۳۶°۳۴′۲۲″ شرقی / ۳۴٫۵۶۸۸۹°شمالی ۳۶٫۵۷۲۷۸°شرقی |
| An Nasiriyah        | استان دمشق        |                   |                   | An Nasiriyah Air Base                  | ۳۳°۵۵′۰۸″ شمالی ۰۳۶°۵۱′۵۹″ شرقی / ۳۳٫۹۱۸۸۹°شمالی ۳۶٫۸۶۶۳۹°شرقی |
| سویداء              | استان سویدا       |                   |                   | As Suwayda Air Base                    | ۳۲°۴۲′۱۹″ شمالی ۰۳۶°۲۴′۴۶″ شرقی / ۳۲٫۷۰۵۲۸°شمالی ۳۶٫۴۱۲۷۸°شرقی |
| الضمیر              | استان دمشق        |                   |                   | Dumayr Air Base                        | ۳۳°۳۶′۳۵″ شمالی ۰۳۶°۴۴′۵۶″ شرقی / ۳۳٫۶۰۹۷۲°شمالی ۳۶٫۷۴۸۸۹°شرقی |
| حمات (Hama)         | استان حمات        |                   |                   | Hamah Air Base (Hama Military Airport) | ۳۵°۰۷′۰۵″ شمالی ۰۳۶°۴۲′۴۰″ شرقی / ۳۵٫۱۱۸۰۶°شمالی ۳۶٫۷۱۱۱۱°شرقی |
| Jirah               | استان حلب         |                   |                   | Jirah Military Air Base                | ۳۶°۰۵′۴۸″ شمالی ۰۳۷°۵۶′۱۱″ شرقی / ۳۶٫۰۹۶۶۷°شمالی ۳۷٫۹۳۶۳۹°شرقی |
| Khalkhalah          | استان سویدا       |                   |                   | Khalkhalah Air Base                    | ۳۳°۰۳′۴۰″ شمالی ۰۳۶°۳۳′۰۸″ شرقی / ۳۳٫۰۶۱۱۱°شمالی ۳۶٫۵۵۲۲۲°شرقی |
| Marj Ruhayyil       | استان دمشق        |                   |                   | Marj Ruhayyil Air Base                 | ۳۳°۱۷′۱۱″ شمالی ۰۳۶°۲۷′۲۶″ شرقی / ۳۳٫۲۸۶۳۹°شمالی ۳۶٫۴۵۷۲۲°شرقی |
| Mezze (Mezzeh)      | استان دمشق        |                   |                   | Mezze Air Base                         | ۳۳°۲۸′۳۹″ شمالی ۰۳۶°۱۳′۲۴″ شرقی / ۳۳٫۴۷۷۵۰°شمالی ۳۶٫۲۲۳۳۳°شرقی |
| Minakh              | استان حلب         |                   |                   | Minakh Air Base                        | ۳۶°۳۱′۱۷″ شمالی ۰۳۷°۰۲′۲۹″ شرقی / ۳۶٫۵۲۱۳۹°شمالی ۳۷٫۰۴۱۳۹°شرقی |
| Rasin el Aboud      | استان حلب         |                   |                   | Rasin El Aboud Air Base                | ۳۶°۱۱′۱۳″ شمالی ۰۳۷°۳۴′۵۹″ شرقی / ۳۶٫۱۸۶۹۴°شمالی ۳۷٫۵۸۳۰۶°شرقی |
| نرگس خاتون (Saiqal) | استان دمشق        |                   |                   | Sayqal Air Base                        | ۳۳°۴۰′۵۶″ شمالی ۰۳۷°۱۲′۵۰″ شرقی / ۳۳٫۶۸۲۲۲°شمالی ۳۷٫۲۱۳۸۹°شرقی |
| Shayrat             | استان حمص         |                   |                   | Shayrat Air Base                       | ۳۴°۲۹′۲۴″ شمالی ۰۳۶°۵۴′۳۲″ شرقی / ۳۴٫۴۹۰۰۰°شمالی ۳۶٫۹۰۸۸۹°شرقی |
| الثوره              | استان رقه         |                   |                   | Tabqa Air Base                         | ۳۵°۴۵′۱۷″ شمالی ۰۳۸°۳۴′۰۰″ شرقی / ۳۵٫۷۵۴۷۲°شمالی ۳۸٫۵۶۶۶۷°شرقی |
| تیاس                | استان حمص         |                   |                   | Tiyas Air Base                         | ۳۴°۳۱′۲۱″ شمالی ۰۳۷°۳۷′۴۷″ شرقی / ۳۴٫۵۲۲۵۰°شمالی ۳۷٫۶۲۹۷۲°شرقی |